# Perilitus madecassus
Perilitus madecassus är en stekelart som först beskrevs av Granger 1949.  Perilitus madecassus ingår i släktet Perilitus och familjen bracksteklar. Inga underarter finns listade i Catalogue of Life.